# Melone (Hut)

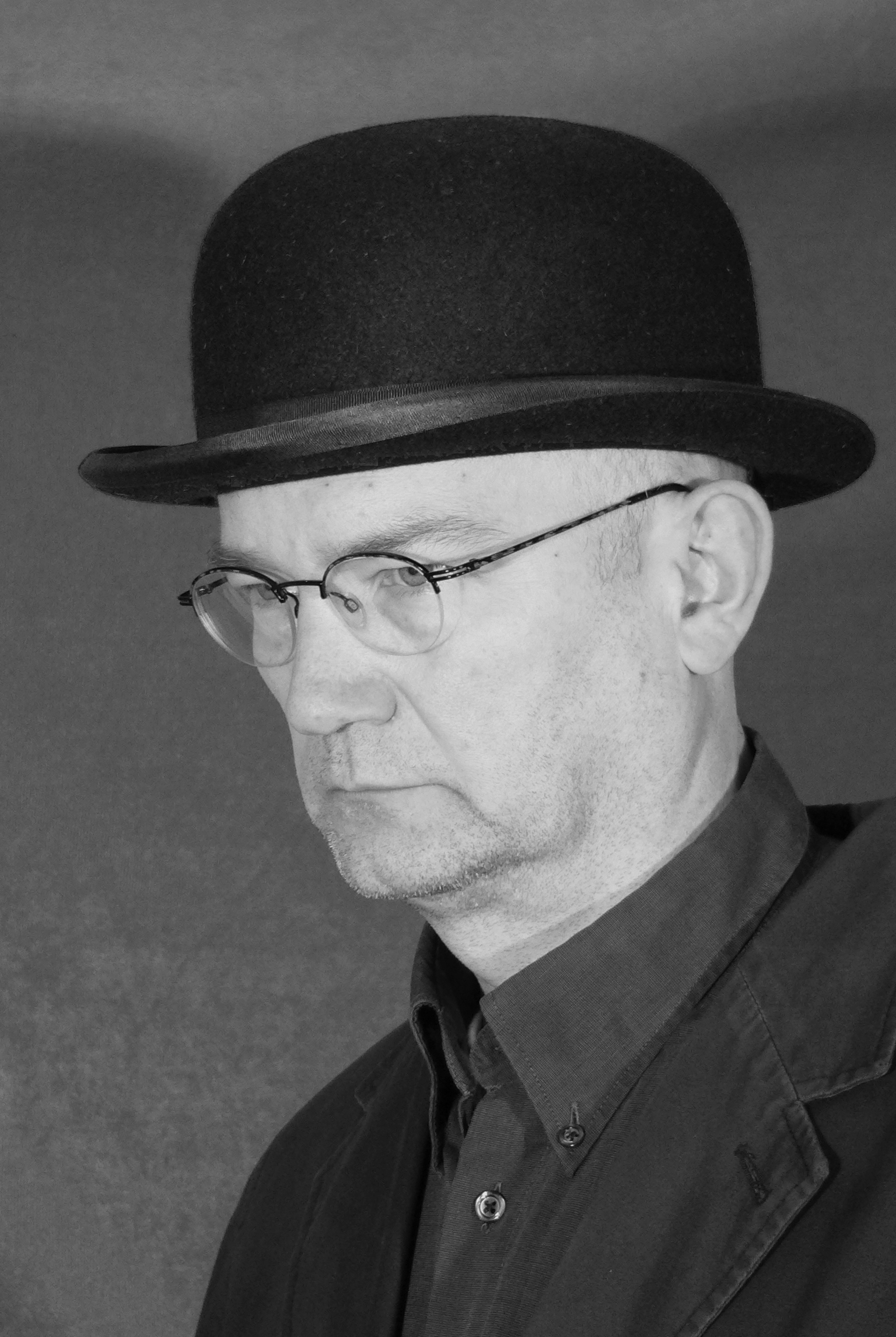
Bowler Hat (Melone)

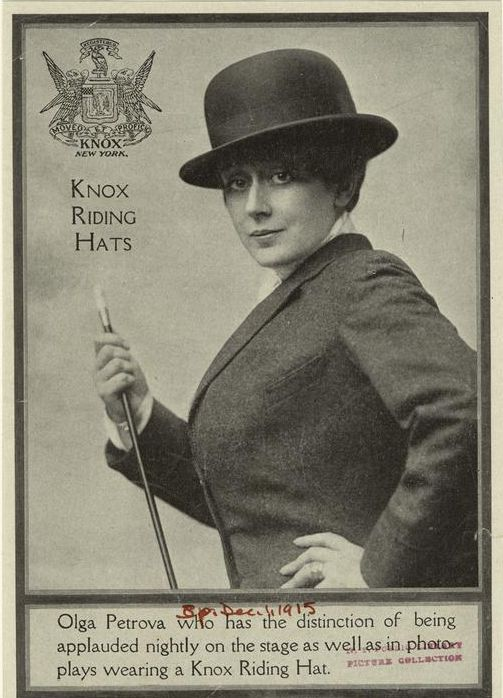
Ein Versuch, mit Olga Petrova auch die Damen anzusprechen (1915)

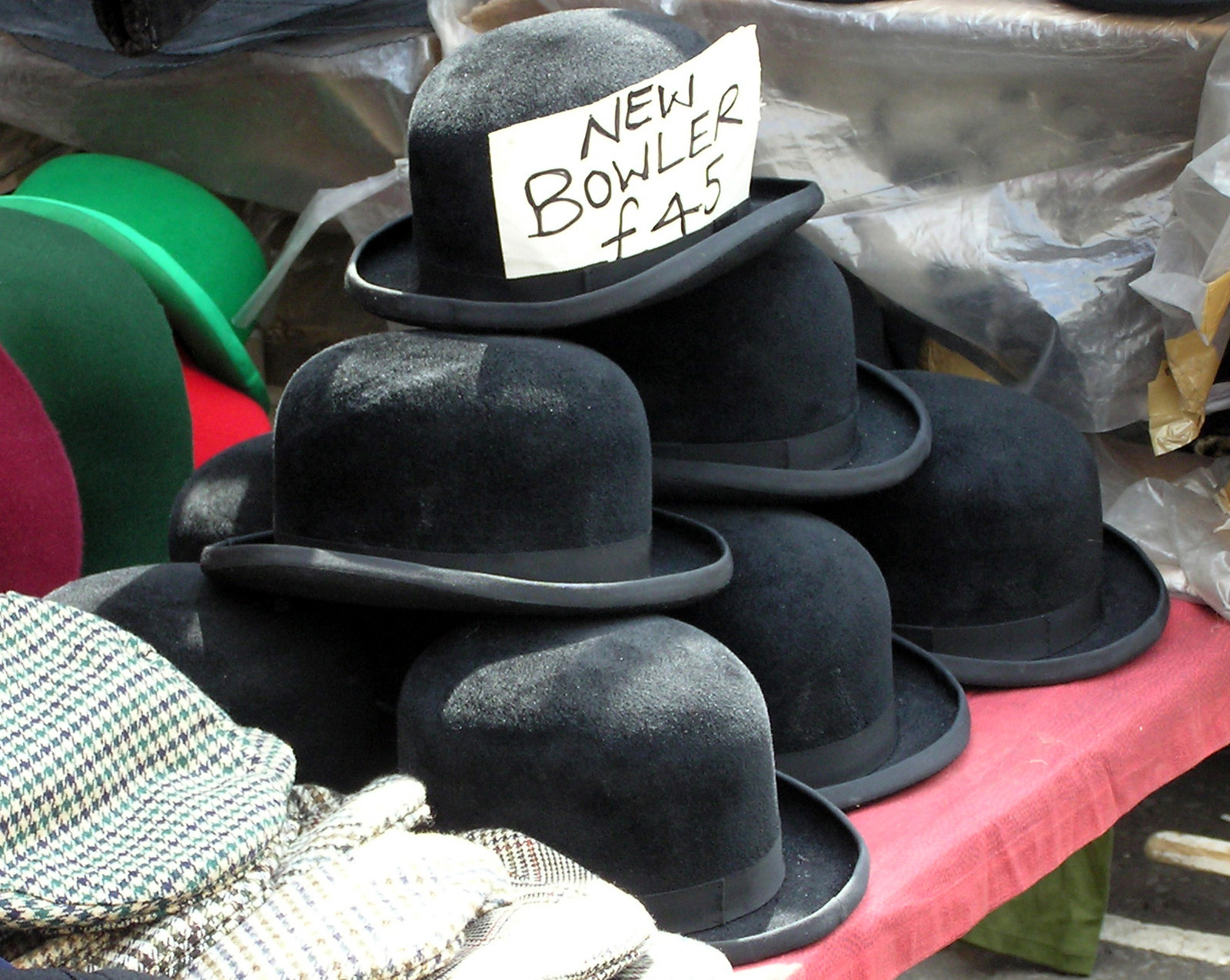
Bowler auf dem Markt der Portobello Road, London

Eine Melone ist ein steifer, abgerundeter Hut, der 1849 erstmals in Southwark, London, von den Hutmachern Thomas und William Bowler gefertigt wurde und im englischsprachigen Raum nach seinen Erfindern meistens Bowler heißt. Mitunter wird er dort auch als Billycock bezeichnet. Im Deutschen wurde er auch Eiersieder, Hartmann, Glocke oder Koks (unter Wandergesellen) oder auch Göggs (Schweiz) genannt. In den USA hieß er auch Derby nach Edward Stanley, 17. Earl of Derby, der zum Pferderennen stets einen grauen Bowler trug. Die originale Melone ist aus schwarzem Filz gefertigt und hat eine steife Krempe. Ursprünglich wurde die Steifigkeit mit Hilfe von Schellack erzielt. Außerhalb Englands wird er nur noch sehr selten getragen, außer bei Pferderennen (vom Publikum) und von Dressurreitern. Stattdessen wird der Homburg bevorzugt.

## Geschichte und Verbreitung
Coke, ein englischer Landbesitzer, bestellte bei dem Hutmacher James Lock im noblen Londoner Stadtteil St. James’s einen Hut für seine Jagdaufseher. Er sollte niedrig und stabil sein und fest auf dem Kopf sitzen, da der bisher vom Personal getragene Zylinderhut immer wieder beim Reiten durch Äste heruntergestoßen wurde. Verbreitet ist die Behauptung, dieser Landbesitzer Coke sei Thomas William Coke, 2. Earl of Leicester gewesen, was nicht zutrifft. Inzwischen bleibt aber strittig, ob der Auftraggeber ein William Coke, Vetter des Earl of Leicester, oder dessen jüngerer Bruder Edward Coke gewesen ist.
Nach dem Entwurf von Lock fertigten Thomas und William Bowler, Hutmacher in Southwark, daraufhin ein erstes Modell. Er verbreitete sich schnell. Bald musste die Firma Bowler jährlich ca. 60.000 Hüte produzieren. In den USA war er eine beliebte Kopfbedeckung bei Cowboys und Eisenbahnarbeitern und er war das Kennzeichen zahlreicher bekannter Figuren des „Wilden Westens“ wie Butch Cassidy und Billy the Kid. In Bolivien in den 1920ern durch britische Eisenbahnarbeiter eingeführt, wird eine Art Bowler noch heute von bolivianischen Indiofrauen (Cholitas) getragen. Bei den Bankangestellten der Londoner City war der Bowler in den 1950er und 1960er Jahren eine Art Berufskleidung. In Nordirland wird der Bowler bei den offiziellen Anlässen von Vertretern der probritischen Unionisten getragen.
Die Melone gilt als typisch englische Kopfbedeckung des späten 19. und frühen 20. Jahrhunderts. Daneben wurde sie zum Markenzeichen von frühen Filmkomikern wie Charlie Chaplin, Laurel und Hardy und Billy Bevan. In der zweiten Jahrhunderthälfte wurde der Hut durch die fiktiven Figuren Pan Tau, Egon Olsen, John Steed, Alexander DeLarge und Cornelius Fudge schon lange nach seiner Mode einer jüngeren Generation wieder in Erinnerung gerufen. Bei einer von Inkassounternehmen eingesetzten illegalen Methode zur Mahnung von Schuldnern, die diese öffentlich bloßstellen soll, werden diese von einer „Schwarzer Schatten“ genannten Person mit Melone auf Schritt und Tritt begleitet. Clowns und Artisten nutzen den Hut als Jongliergegenstand.
Auch heute noch gehört die Melone zur vorgeschriebenen Berufsbekleidung der Wiener Fiakerfahrer.

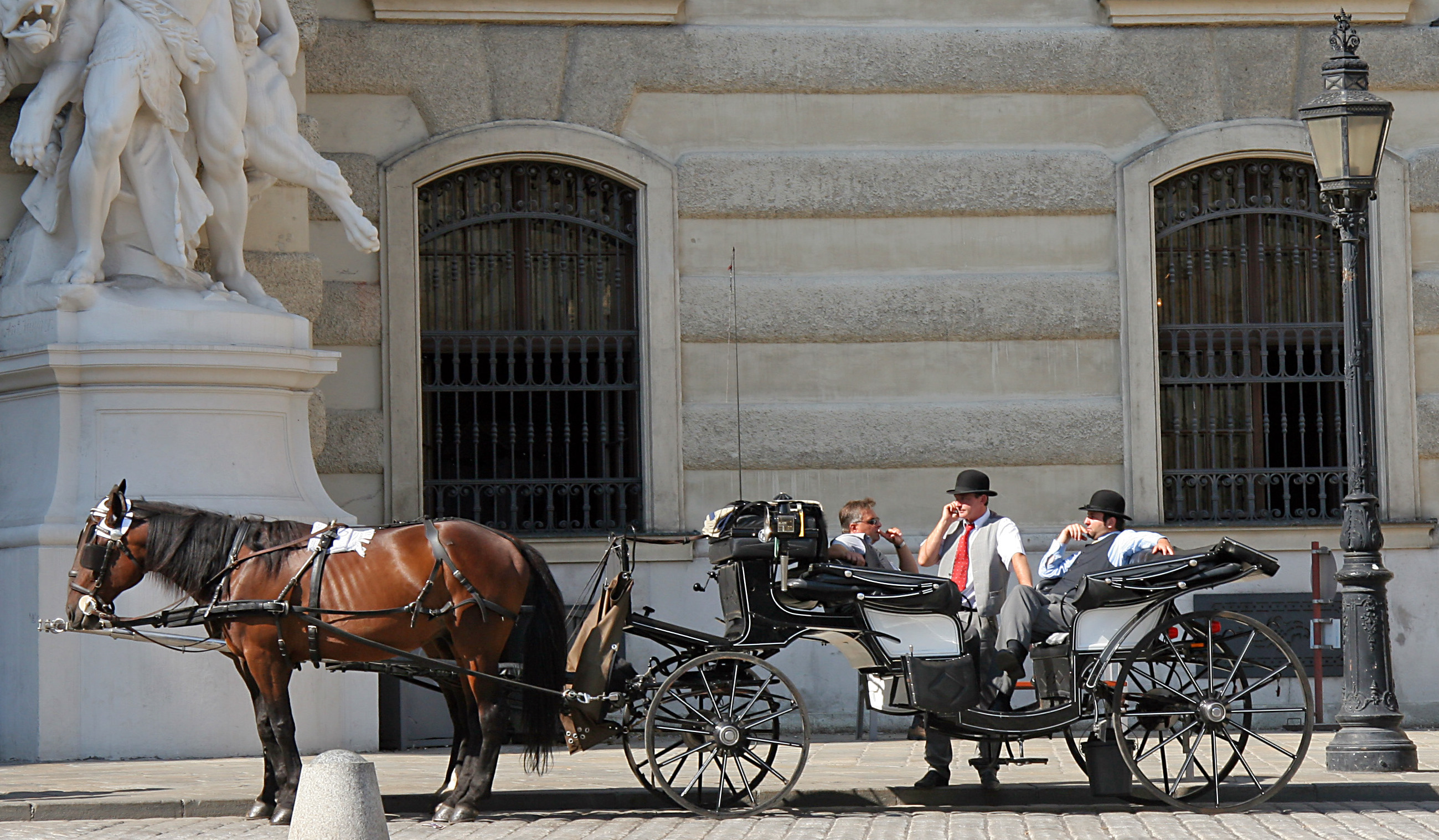
Fiaker mit rastenden Kutschern